# Fascellina plagiata
Fascellina plagiata är en fjärilsart som beskrevs av Walker 1866. Fascellina plagiata ingår i släktet Fascellina och familjen mätare. Inga underarter finns listade i Catalogue of Life.